# GMOデジロック
GMOデジロック株式会社（ジーエムオーデジロック、英: GMO DigiRock, Inc.）は、大阪府大阪市に本社を置き、ドメイン・ウェブホスティングサービスを行っているGMOインターネットグループの企業である。

## 概要
1999年4月にアメリカ合衆国カリフォルニア州サンノゼにて、現在の代表である平岩健二（当時 高校生）と元米国通信会社社員など他3名で創業。同月NTT/VERIO社の専用サーバーの販売、翌年4月にサーバーラックの貸し出しサービスを開始。2001年7月に有限会社デジロックとして法人を設立し、2004年4月に株式会社に組織変更。2011年7月にGMOインターネットの子会社になり、2013年9月にGMOデジロック株式会社に商号変更。
主力事業は、レンタルサーバー事業（XREA, CORESERVER, VDSV）、ドメイン登録代行事業（バリュードメイン）。
バリュードメインのDNSホスティングサービスを利用しているドメイン数は111万1215件（2016年6月末時点）で、ドメイン名の累計登録数は600万件以上（2020年時点）。

## 沿革
- 1999年4月 - アメリカ合衆国カリフォルニア州サンノゼで創業。Myranking.comのサービスと、カリフォルニア州設置の専用サーバーの再販を開始。
- 2001年7月2日 - 有限会社デジロックとして法人登記(本社は京都府相楽郡精華町光台)。
- 2001年8月2日 - 無料レンタルサーバXREAを開始。
- 2002年
  - 1月5日 - ドメイン登録サービス DOMAIN.XREA.COMを開始[6]。
  - 7月 - 本社を大阪市中央区博労町に移転。
  - 8月 - DOMAIN.XREA.COMを、VALUE-DOMAINに改称。
- 2004年4月 - 株式会社へ組織変更し、株式会社デジロックとなる。
- 2007年8月2日 - 有料レンタルサーバCORESERVERを開始。
- 2009年12月 - CORESERVERベースのウェブブログ専用レンタルサーバCOREBLOGを開始。（2015年2月に新規申し込み終了　後継サービスはCOREPRESS Cloud by GMO）
- 2010年4月 - 専用レンタルサーバVDSV（株式会社プラスワンの1000SERVERのOEM）を開始。
- 2011年7月4日 - GMOインターネットと資本・業務提携し、同社の子会社となる[7]。
- 2013年
  - 5月17日 - XREAの上位サービスである、有料レンタルサーバVALUE SERVERを開始。
  - 9月9日 - GMOデジロック株式会社へ商号変更[8]。
- 2014年9月 - 本社をグランフロント大阪へ移転。
- 2015年2月 - WordPress専用のホスティングサービス COREPRESS Cloud by GMOを開始。
- 2016年4月6日 - スマートフォン向けに動画共有アプリ mizica byGMOをサービス開始。
- 2017年12月25日 - XREA・CORESERVERで使用しているコントロールパネルのAPIの提供を開始[9]
- 2018年
  - 1月31日 - CORESERVERで、リージョン選択サービスを開始[10]
  - 3月31日 - AccessAnalyzerのサービスを終了[11]。
- 2019年 - mizica byGMOのサービスを終了。
- 2020年2月27日 - メール・SMS認証サービス Value-Auth byGMOを開始[12]。

## 主なサービスブランド
- レンタルサーバ
  - XREA - 無料レンタルサーバ
  - VALUE SERVER - 有料レンタルサーバ　XREAの上位サービス
  - CORESERVER - 有料レンタルサーバ　XREAの最上位サービス
  - VDSV - 専用レンタルサーバ　1000SERVERの再販
- ドメイン
  - バリュードメイン（旧 XREA MyDOMAIN） - ドメイン登録代行
- ウェブログ
  - COREBLOG - ウェブログ専用レンタルサーバ　新規募集終了
  - COREPRESS Cloud by GMO - WordPress専用のホスティングサービス　新規募集終了
- 各種サービス
  - COUNTER@XREA - アクセスカウンターの貸し出し　サービス終了
  - CHAT@XREA - チャットの貸し出し　サービス終了
  - AccessAnalyzer.com - アクセス解析の貸し出し。2018年3月サービス終了。
  - MY-RANKING - アクセスランキングの貸し出し。1999年に創業メンバーが個人でサービスを開始し、2002年に管理を引き継ぐ。サービス終了。
  - mizica byGMO - 地図と写真・動画が連動したスマートフォン向けSNS。2016年4月～2019年。
  - VALUE-IP -  IPアドレス分散型のキャッシュサーバ。2016年5月サービス開始。
  - Value-Auth byGMO - メール・SMS認証サービス。2020年2月サービス開始。